# José Agusto Briones
José Iván Agusto Briones (Guayaquil, 8 de mayo de 1961-Quito, 23 de mayo de 2021) fue un ingeniero civil y político ecuatoriano, que ocupó varios cargos públicos durante el gobierno de Lenín Moreno entre 2018 y 2020.

## Biografía
Fue ingeniero civil graduado en la Universidad Católica de Santiago de Guayaquil. Además, realizó un Masterado en Administración Pública en la Universidad de Valparaíso, avalado por la Escuela Superior Politécnica del Litoral de Ecuador. Entre 1998 y 2012, ocupó el cargo de Gerente de Reforma del Área del Estado supervisado por el Programa de las Naciones Unidas para el Desarrollo en Ecuador y consultor del Banco Interamericano de Desarrollo y del Observatorio Político para América Latina y el Caribe.
En el sector público, fue miembro de los directorios de varias empresas públicas como Petroecuador, Petroamazonas, la Corporación Nacional de Electricidad (CNEL), la Agencia de Regulación y Control Eléctrico (ARCONEL), la Junta Monetaria del Banco Central del Ecuador, por mencionar algunos.

## Vida política
Fue parte del gobierno de Lenín Moreno desde su inicio en 2017, siendo designado como asesor principal del entonces Ministro de Hidrocarburos, Carlos Pérez García. 
El 16 de mayo de 2018, el presidente Lenín Moreno lo designa como Secretario Nacional de Planificación y Desarrollo, impulsando desde su cargo la aplicación de las políticas de diálogo, transparencia y eficiencia que promulgó el régimen, además de la política de "optimización del Estado". Meses después, el 23 de noviembre del mismo año, es designado como Secretario General de la Presidencia en reemplazo de Eduardo Jurado. Permanece en este cargo cerca de un año.
El 19 de noviembre de 2019, mediante decreto ejecutivo N° 935, es nombrado como Ministro de Energía y Recursos Naturales no Renovables tras la renuncia de Pérez García al cargo. Durante su paso por esta cartera de Estado, buscó plantear un pacto social energético por medio del incremento de la producción petrolera del país, y la monetización de activos por medio de concesiones, mas no de los servicios públicos. También planteó la concesión del campo petrolero Sacha para su explotación y la repotenciación de la Refinería de Esmeraldas. Asimismo, propuso la fusión de las empresas petroleras estatales Petroecuador y Petroamazonas. Renunció a este cargo el 9 de marzo de 2020 por problemas de salud, siendo este el último cargo que ocupó en el gobierno de Moreno.

### Caso Las Torres
Un año después de su salida del gobierno, su nombre volvió a sonar en los medios de comunicación, cuando fue detenido la madrugada del 13 de abril de 2021 dentro de la investigación por el Caso Las Torres, en el que también está implicado el contralor general del Estado subrogante, Pablo Celi de la Torre, también detenido.
La Fiscalía General del Estado procesó a Agusto como parte de una investigación abierta desde junio de 2019 por una trama de corrupción entre Petroecuador, la Contraloría General del Estado y la Secretaría General de la Presidencia, mientras Agusto era el titular de esta última entidad.
La investigación de la Fiscalía determinó que Agusto habría recibido miles de dólares en sobornos, por medio de varias rutas en las que habría recibido el dinero por parte del empresario José de la Paz, y Raúl de la Torre (sobrino de Pablo Celi), ambos detenidos y condenados en Estados Unidos, a cambio de agilitar pagos pendientes con la empresa NoLimit C.A., además del desvanecimiento de glosas por parte del contralor Celi. Además de Agusto, también estaban implicados y detenidos en este caso su hermano Luis Adolfo y Esteban Celi de la Torre, hermano del contralor, quienes habrían sido los intermediarios para recibir las coimas.

## Fallecimiento
Durante la tarde del 23 de mayo de 2021, un día antes del final del gobierno de Lenín Moreno, los medios de comunicación informaron que Agusto había sido encontrado muerto en la Cárcel 4 de la ciudad de Quito, en donde cumplía prisión preventiva por el Caso Las Torres. La noticia fue confirmada por el ministro de Gobierno, Gabriel Martínez, a través de su cuenta de Twitter.

Confirmamos la noticia de la muerte de José Agusto Briones en la cárcel No. 4 de la ciudad de Quito. La causa de la muerte está siendo investigada. Seguiremos informando de este lamentable suceso en las próximas horas"
Gabriel Martínez, ministro de Gobierno

El cuerpo de Agusto, quien aparentemente se habría suicidado, fue encontrado cerca del mediodía por los guías penitenciarios. El presidente Moreno lamentó la noticia de la muerte de Agusto, a quien consideró como un "gran amigo" en sus redes sociales.
De acuerdo a informes forenses divulgados por el Gobierno, la autopsia realizada al cadáver de Agusto señaló como causa de muerte un ahorcamiento, reforzando la hipótesis inicial de un suicidio.